# Katharinenrieth
Katharinenrieth este o comună din landul Saxonia-Anhalt, Germania.